# Agentic Cloud OS
Agentic Cloud OS ist ein neues Konzept im Bereich des Cloud-Computing und in der SaaS-Produktwelt, das auf der Integration von agentischer Künstlicher Intelligenz (englisch agentic AI) in Cloud-Infrastrukturen basiert. Dieser Ansatz vereint Funktionen klassischer Cloud-Management-Plattformen mit denen von autonomen Software-Agenten, die Daten verarbeiten, Entscheidungen vorbereiten und in definiertem Rahmen autonom handeln.
Das Ziel ist es, Prozesse zu automatisieren, Arbeitsabläufe flexibel zu gestalten und die reibungslose Zusammenarbeit zwischen Menschen und KI-Agenten zu ermöglichen.

### Konzept
Ein Agentic Cloud OS fungiert als zentraler Knotenpunkt, an dem verschiedene Cloud-Ressourcen vereint und koordiniert werden. Es kann dabei verschiedene Cloud-Umgebungen einbinden und die Datenströme steuern. Das Kernprinzip beruht auf sogenannten “Human-in-the-loop-Prozessen”, bei denen Menschen die KI-gestützten Entscheidungen überprüfen und korrigieren. Die Zusammenarbeit zwischen KI und Mensch verbessert die Entscheidungsfindung, Effizienz und unternehmerische Agilität. Dadurch werden Transparenz, Fehlertoleranz und Anpassungsfähigkeit sichergestellt.

### Kernmerkmale von Agentic Cloud OS
- Zentraler Informations-Hub: Agentic Cloud OS agiert als zentrales System zur Zusammenführung von Daten und Cloud-Infrastrukturen aus den unterschiedlichsten Quellen. Unternehmen können mit diesem zentralen Hub mehrere Cloud-Umgebungen provisionieren und verwalten, was zu optimierten Betriebsabläufen und einer effizienteren Datenverwaltung führt.
- Human-in-the-loop Prozesse: Agentic Cloud OS nutzt Human-in-the-loop (HITL)-Prozesse, in denen KI-Agenten mit Menschen interagieren. Damit wird gewährleistet, dass KI-Agenten Aufgaben selbstständig ausführen können, menschliche Kontrolle und Eingriffe jedoch weiterhin wesentliche Elemente der Entscheidungsfindung sind. HITL-Prozesse steigern die Flexibilität, Verlässlichkeit und Transparenz von Arbeitsabläufen.
- KI-Agenten als gleichrangige Teamkollegen: In einem Agentic Cloud OS werden KI-Agenten wie gleichwertige Teammitglieder behandelt. Sie verfügen über die gleichen Daten wie menschliche Nutzer, wodurch sie in der Lage sind, Daten zu lesen, zu modifizieren und zu analysieren. KI-Agenten können entweder autonom arbeiten oder in Zusammenarbeit mit menschlichen Teams.
- Dynamische Erstellung und Anpassung von Strukturen: KI-Agenten in einem Agentic Cloud OS können neben der Verwaltung bestehender Strukturen auch neue Strukturen schaffen und Datenstrukturen anpassen. Dadurch können Unternehmen Arbeitsabläufe und Systeme in Echtzeit optimieren und anpassen, ohne manuell eingreifen zu müssen und agieren so deutlich flexibler.
- Bereitstellung wesentlicher Cloud-Ressourcen: Agentic Cloud OS beinhaltet grundlegende Ressourcen für jede Anwendung, wie LLM-Tokens, Rechenleistung, Datenbanken und Cloud-Speicher. Mit diesen Komponenten haben Unternehmen die Möglichkeit, auf der Plattform Anwendungen und Dienste zu entwickeln, zu skalieren und zu verwalten.
- Unterstützung von chat-basierten Schnittstellen sowie autonomen Ambient Agents: Agentic Cloud OS unterstützt sowohl chat-basierte Schnittstellen als auch vollautonome Ambient Agents. Chat-basierte Schnittstellen ermöglichen den Nutzern die Interaktion mit KI-Agenten in natürlicher Sprache, um Aufgaben anzuweisen oder Informationen zu erfragen. Ambient Agents dagegen arbeiten selbstständig im Hintergrund, erledigen Aufgaben und automatisieren Abläufe, ohne dass die ständige Interaktion mit dem Nutzer notwendig ist.
- Erstellung autonomer Workflows: Unternehmen können mit Agentic Cloud OS Arbeitsabläufe und Anwendungen direkt auf der Plattform entwerfen und bereitstellen. Die integrierten KI-Agenten und Cloud-Ressourcen ermöglichen es, Prozesse zu automatisieren und manuellen Aufwand zu reduzieren.

### Implementierungen
Die erste Realisierungen des Konzepts Agentic Cloud OS ist die Plattform Orbitype. Sie verbindet Cloud-Ressourcen, Datenintegration und agentenbasierte Automatisierung in einer einheitlichen Architektur.
Zu den Funktionen zählen unter anderem die Orchestrierung von Geschäftsprozessen durch KI-Agenten, Unterstützung natürlicher Sprachinteraktionen und der Einsatz vollständig autonomer „Ambient Agents“, die im Hintergrund Abläufe verschiedene steuern. 
Orbitype ist als Cloud-Native Plattform konzipiert, ein Ansatz, bei dem Anwendungen speziell für die Nutzung von Cloud-Umgebungen entwickelt und optimiert werden. Es werden dabei sowohl bestehende als auch neue Cloud-Infrastrukturen integriert und somit eine zentrale Verwaltung von Daten, Rollen und Schnittstellen innerhalb einer einzigen, skalierbaren Umgebung ermöglicht.
Ähnliche Ansätze werden von Unternehmen wie PwC (agent OS), VAST Data (AI Operating System) und Cloud-Anbietern wie AWS und IBM beschrieben, die den Begriff agentic AI für selbstständig agierende Software-Agenten in Cloud-Umgebungen nutzen.
Die Einführung eines Agentic Cloud OS erfolgt in der Regel in mehreren Schritten:
- Datenintegration: Zusammenführen bestehender Datenquellen und die Verteilung von Zugriffsrechten.
- Prozessanalyse: Erfassung und Bewertung bestehender Arbeitsabläufe.
- Agenteneinsatz: Schrittweise Einführung spezialisierter Agenten.
- Optimierung: Laufende Anpassung der Agentenlogik an veränderte Anforderungen.

Siehe auch
- Künstliche Intelligenz  Grundlegendes Wissen zu KI, einschliesslich Lernmethoden, Problemlösungen und Entscheidungsfindung.
- Cloud Computing  Bereitstellung von Computing-Diensten über das Internet sowie Speicherung und Rechenleistung, die für Agentic Cloud OS erforderlich sind.
- Human-in-the-loop  Integration menschlicher Aufsicht in KI-Systeme, die eine Zusammenarbeit zwischen Mensch und KI ermöglicht.
- Chatbot  Entwicklung und Funktion von KI-gesteuerten, konversationellen Agenten, die auch in Agentic Cloud OS verwendet werden.
- Autonome Systeme  Definiert Systeme, die ohne das menschliche Eingreifen Entscheidungen treffen und Aufgaben erledigen, vergleichbar mit den Ambient Agents in Agentic Cloud OS.

Weblinks
https://www.orbitype.com/
Einzelnachweise
https://www.pwc.com/us/en/about-us/newsroom/press-releases/pwc-launches-ai-agent-operating-system-enterprises.html, abgerufen am 13.08.25
https://www.orbitype.com/posts/nMGYCZ/orchestrate-apps-with-orbitypes-agentic-cloud-os, abgerufen am 12.08.25
https://www.mckinsey.com/capabilities/quantumblack/our-insights/seizing-the-agentic-ai-advantage, abgerufen am 12.08.25
https://www.vastdata.com/platform/overview, abgerufen am 15.08.25
https://www.ibm.com/think/insights/agentic-ai, abgerufen am 13.08.25
https://www.ibm.com/think/topics/agentic-ai-vs-generative-ai, abgerufen am 15.08.25
https://aws.amazon.com/what-is/agentic-ai/, abgerufen am 13.08.25
https://www.cncf.io/, abgerufen am 15.08.
https://www.bsi.bund.de/DE/Themen/Unternehmen-und-Organisationen/Informationen-und-Empfehlungen/Kuenstliche-Intelligenz/kuenstliche-intelligenz_node.html, abgerufen am 15.08.